# 陶申·特罗曼
道森‧卓門（Dawson Trotman，1906年3月25日—1956年6月18日），又译“道森·卓门”是福音传道士，导航会（The Navigators）的创始人。
道森在1933年创建导航会，导航会渐渐发展成世界性的基督徒组织。其宗旨为以基督为中心过圣灵充满的生活、活在神的话语中、强调个人跟进的重要性、一对一门徒训练还有门徒、同工和传道人的倍增。1956年6月18日，在纽约休伦湖为了拯救落水的人，道森献出了自己的生命。
布道家葛培礼博士说：“我知道道森感动了很多人，比我认识的任何其他人都要多。”道森的工作和著作在创建校园传道会（the Campus Outreach ministry）里起了重要作用。校园传道会强调门徒训练是建造大学校园基督徒团体的方式。
道森和他那个时代的很多布道家一起同工，包括 Henrietta Mears, Jim Rayburn, Charles E. Fuller和Dick Hillis. Lorne Sanny接替他担任导航会的领袖。
1932年7月3日道森和Lila Mae Clayton结婚。 其妻Lila死于2005年10月27日享年90岁，夫妻育有4名儿女。

## 信主經歷
道森‧卓門的父親於1892年自英國來到美國冒險，最後於加州認識其母親並結婚，於1906年生下道森。道森排行老二，上有一姐姐，下有弟弟。道森的祖先曾是英國有名的大地主，也有許多人曾任英國國教牧師。 
道森從小便很聰明，在學校的成績也很優異。他喜歡與人對話，總是能夠專注對方的話題並提出許多問題。在學校他極受歡迎，招牌迷人的笑容也是他受歡迎的原因之一。他富有創意，時常有新點子使人感覺和他在一起不無聊。在14歲時他到長老會聚會，並加入「青年基督徒勉勵會 (Christian Endeavor)」，在當中他的領導才能使他成為這分會的青年領袖。
在學校、教會風光無限的道森，在私下卻有讓人無法料想到的惡習。他從小就喜歡撒謊和偷竊，這讓他十分困擾，也曾使用許多方式卻無法戒除。直到高中畢業那天，他和朋友們喝酒喝得爛醉，醒來後的道森認定他在教會中的熱心並無法使他防止這樣的失敗和難堪，也無法使他不再繼續說謊與偷竊，於是，他決定不再當雙面人，讓自己內在的放蕩本性活出來。從此，道森不再去教會，而沉迷於舞廳、喝酒、抽煙與賭博中，達三年之久。  
道森的母親不斷為道森禱告，而上帝垂聽了禱告，且使用兩個事件引領道森迴轉。有一次週末道森帶著女伴到山上湖邊約會，他為了救溺水的女伴而差點死掉。在當下，他禱告乞求上帝拯救，並承諾任主差遣，而上帝也確實透過即時趕過來的朋友救了他，但道森卻忘記了此禱告。一個月後，道森因酒醉開車而被警察逮捕。這時道森記起他體弱多病的媽媽曾說若他被逮捕進監獄，她必定活不下去。於是道森再次禱告請求上帝拯救，並承諾任主差遣。奇妙的是那位警察沒有帶他到警察局，而是陪伴這位年輕人直到酒醒，並和他談話。最後警察把車子鑰匙還他，因為道森承諾會改過自新。從這一刻起，道森開始遠離平日喜歡去玩樂的場所，並重新開始回到教會。
回到教會的道森不僅開始參與聚會，也開始參與背經活動，結果他成為當中最會背經的人。但道森仍意識到自己仍是罪人，內在的惡習仍影響著他。但道森沒想過得是，他在背經比賽中的經文悄悄萌芽，上帝使用這些經文來引導他生命得著改變。一日，道森和平常一樣走在前往工地的小徑上，他心中突然浮現他背過的經文：「我實實在在的告訴你們，那聽我話、又信差我來者的，就有永生；不至於定罪，是已經出死入生了。」(約翰福音5:24)當下道森極為欣喜，因為他看見上帝賜人永生的應許。那時，道森向上帝禱告，渴求得著這永生。沒想到禱告後，他腦海中立刻浮現另外一節經文，就像是上帝的回應一樣：「凡接待他的，就是信他名的人，他就賜他們權柄，作神的兒女。」(約翰福音1:12)道森立刻回應上帝，表示他要接待耶穌，得著永生。此時，道森的生命真正信主，也開始改變。多年後，道森回憶起這事件，把這經歷稱為「大馬色路上的改變」。